# Licorice Pizza
Licorice Pizza (Aussprache: [ˈlɪ.k(ə).ɹɪs ˈpiːt.sə], deutsch „Lakritzpizza“ – umgangssprachlich für eine Vinylschallplatte) ist ein US-amerikanisches Filmdrama aus dem Jahr 2021. Regie führte Paul Thomas Anderson, der auch das Drehbuch schrieb und den Film mitproduzierte. Die Hauptrollen übernahmen Alana Haim und Cooper Hoffman in ihrem jeweiligen Filmdebüt, Nebenrollen spielten unter anderem Sean Penn, Tom Waits, Bradley Cooper, Benny Safdie und George DiCaprio.

## Handlung
Der Film spielt 1973 im San Fernando Valley. Der 15-jährige Gary Valentine hat Fototag an seiner Schule in Tarzana, einem Stadtviertel in Los Angeles. Dort wirft er ein Auge auf die 25-jährige Alana Kane, die als Assistentin für den Fotografen arbeitet. Auf Garys Annäherungen reagiert sie zunächst abweisend, später entwickelt sich aber zwischen Alana und ihm eine Freundschaft. Gary ist Jungunternehmer und Schauspieler, wofür er regelmäßig zu Castings geht. Weil Garys Mutter nicht mit ihm zu einer Show in New York kommen kann, findet er in Alana eine volljährige Aufsichtsperson und Begleitung. Bei der Reise lernt sie Lance kennen, der in der gleichen Vorstellung wie Gary mitspielt. Alana und Lance kommen sich zu Garys Frustration schnell näher. Allerdings outet sich Lance während eines Essens zum Schabbat bei Alanas jüdischer Familie als Atheist, woraufhin der Vater ihn hinauswirft.
Nachdem Gary in einem Geschäft ein Wasserbett angeboten wurde, beginnt er selbst mit dem Verkauf von Wasserbetten und eröffnet dafür in der Nachbarschaft einen Laden. Seine Mutter und Alana steigen als Mitarbeiter bei ihm ein. Auf einer Verkaufsmesse wird Gary fälschlich wegen Mordes verhaftet. Alana versucht ihm zu helfen, aber als sie auf dem Polizeirevier erscheint, wird Gary schon wieder freigelassen. Gary flirtet auch mit Mädchen in seinem Alter, worauf Alana eifersüchtig reagiert. Alana versucht sich nun selbst als Schauspielerin. Garys Agentin vermittelt ihr ein Casting für einen Film von Jack Holden. Holden lädt Alana zum Abendessen in ein Restaurant in Van Nuys ein. Gary kommt in dasselbe Restaurant und sieht Alana. Der Abend spitzt sich zu, als Holden einen Motorradstunt vollführen soll, bei dem es darum geht, auf einem Golfplatz über brennende Stühle zu springen. Alana soll ebenfalls mitfahren, fällt aber rückwärts vom Motorrad, als Holden losfährt. Gary rennt daraufhin sofort zu Alana, um sich zu versichern, dass es ihr gut geht.
Die Ölpreiskrise von 1973 zwingt auch die Wasserbettenhersteller zur Schließung. Gary, Alana und weitere jugendliche Mitarbeiter erhalten den Auftrag, eine letzte Lieferung zum Haus des Filmproduzenten Jon Peters zu bringen, und das Wasserbett dort gleich zu montieren. Als Peters kurz darauf geht, um seine Freundin Barbra Streisand zu besuchen, warnt er die Jugendlichen noch eindringlich davor, das Haus zu beschädigen, und droht damit, ansonsten Garys Bruder zu erwürgen. Aus Ärger darüber setzt Gary kurz vor Abschluss der Montage das Haus unter Wasser. Auf der Flucht begegnen sie Peters erneut, dessen Auto wegen Benzinmangels liegengeblieben ist. Sie setzen ihn an der nächsten Tankstelle ab und fahren anschließend zurück zu seinem am Straßenrand abgestellten Auto, einem Ferrari. Gary schlägt die Windschutzscheibe ein. In der Zwischenzeit ist jedoch auch der Benzintank des LKWs leer, mit dem die Gruppe unterwegs ist. Alana gelingt es jedoch, den LKW bergab rückwärts zur nächsten Tankstelle zu manövrieren.
Alana beginnt ehrenamtlich für den Wahlkampf des Republikaners Joel Wachs zu arbeiten, der als Bürgermeister von Los Angeles kandidiert. Während des Drehs für einen Werbespot hört Gary, dass Flipperautomaten legalisiert werden sollen. Er sieht darin eine Geschäftsidee und will der Erste sein, der eine Spielhalle eröffnet. Die Eröffnung ist ein voller Erfolg, trotzdem ist Gary sehr angespannt, weil sich seine Beziehung zu Alana verschlechtert hat. Alana wird am selben Abend von Joel Wachs zu einem Drink eingeladen. Als sie im Restaurant eintrifft, sieht sie ihn sich mit seinem Liebespartner Matthew streiten und erkennt, dass er homosexuell ist. Ein Spitzel der Konkurrenz beobachtet Wachs, deswegen soll sich Alana für die Öffentlichkeit als Partnerin von Matthew ausgeben und ihn nach Hause begleiten. Danach versucht sie, Gary in seiner Spielhalle zu treffen. Dieser ist aber inzwischen zum Wahlkampfbüro von Joel Wachs gegangen, um sie dort zu finden. Nach gegenseitiger Suche finden sie sich schließlich. Sie küssen sich, rennen in die Nacht, und Alana sagt Gary, dass sie ihn liebe.

## Produktion
Im Herbst 2020 wurde berichtet, dass Cooper Hoffman, der Sohn des verstorbenen Oscar-Preisträgers Philip Seymour Hoffman, die Hauptrolle übernehmen wird. Die Filmmusik komponierte Jonny Greenwood von Radiohead. Der Film wurde mit 35-Millimeter-Analogfilm und alten Kameralinsen gedreht, um einen Look der 1970er Jahre zu erzielen.
Die Dreharbeiten erfolgten im San Fernando Valley, wo Paul Thomas Anderson seine Jugendjahre verbrachte. Als Drehorte wurden gewählt:
- Gary Valentines High School: Gaspar de Portola Charter Middle School in Tarzana, 18720 Linnet Street.
- Restaurant: Billingsley Restaurant in Van Nuys, 6550 Odessa Avenue.
- Motorrad-Szene: Van Nuys Golf Course in Van Nuys, 6550 Odessa Avenue.
- Tankstelle: Encino 76 Station in Encino, 16900 Ventura Boulevard.
- Wahlkampfzentrum: „The Sofa Place“ in Canoga Park, 21702 Sherman Way.
- Pinball-Shop: „My Creative Outlet“ in Chatsworth, 21758 Devonshire Street.
- Kino: „El Portal“ in North Hollywood, 5269 Lankershim Boulevard.

## Veröffentlichung
Der Film erschien am 26. November 2021 in ausgewählten Kinos in den USA und war dort ab 25. Dezember 2021 landesweit zu sehen. Am 5. Januar 2022 startete der Film in den Schweizer Kinos, während der Kinostart in Deutschland und Österreich am 27. Januar 2022 war. Am 2. Juni 2022 wurde der Film mit deutscher Tonspur auf DVD und Blu-ray veröffentlicht. Die deutschsprachige TV-Premiere erfolgte am 14. November 2022 bei Sky Cinema.

## Rezeption

### Altersfreigabe
In Deutschland erhielt der Film eine Freigabe FSK 12. In der Freigabebegründung heißt es: „Der Film hat eine positive, meist heitere Grundatmosphäre und stellt zwei selbstbewusste Identifikationsfiguren in den Mittelpunkt. Zuweilen gibt es leicht dramatische Situationen und vereinzelt werden drastische Drohungen ausgesprochen. Diese wirken aufgrund des Kontextes jedoch so absurd überzogen, dass sie Kinder und Jugendliche ab 12 Jahren nicht verstören oder gar ängstigen können. Auch der mitunter vulgäre und sexualisierte Sprachgebrauch ist schlüssig in den Kontext der Jugendgeschichte eingebunden und kann von Zuschauer*innen ab 12 Jahren entsprechend verarbeitet werden. Beeinträchtigungen jeglicher Art lassen sich für diese Altersstufe ausschließen.“

### Einspielergebnisse
Die Produktionskosten des Films werden auf 40 Millionen US-Dollar beziffert.
Die weltweiten Einnahmen des Films belaufen sich auf rund 33,3 Millionen US-Dollar, davon allein rund 17,3 Millionen US-Dollar in den USA und Kanada. In Deutschland betrugen die Einnahmen etwa 1,6 Millionen US-Dollar, in Österreich rund 234.000 US-Dollar und in der Schweiz rund 294.000 US-Dollar. In Europa wurden rund 1,5 Millionen Kinotickets verkauft, darunter 169.293 in Deutschland, 20.894 in Österreich und 18.210 in der Schweiz. Der Film konnte die Erwartungen an den Kinokassen nicht erfüllen und die Produktionskosten nicht ausgleichen, der Film gilt als kommerzieller Flop. Bereits ein Jahr vor dem Kinostart wurde – unter anderem wegen der COVID-19-Pandemie – ein kommerzieller Erfolg nach Einschätzung von Variety als gering eingeschätzt. Laut Deadline Hollywood hat der Film dem Studio zwar Verluste eingebracht, jedoch „den Arthouse-Kinos in einer schwierigen Zeit neuen Schwung verliehen“.

### Kritiken
Der Film wurde von vielen Kritikern positiv aufgenommen. Bei Rotten Tomatoes erreichte der Film eine Punktzahl von 90 Prozent, basierend auf 328 Kritiken. Zusammenfassend heißt es dort: „In Licorice Pizza schaltet Paul Thomas Anderson einen überraschend bequemen Gang ein – und holt starke Leistungen aus seinen jungen Hauptdarstellern heraus.“ Bei Metacritic bekam Licorice Pizza eine Zustimmungsrate von 90/100, basierend auf 55 Kritiken.
Vom American Film Institute wurde Licorice Pizza in die Top Ten der Filme des Jahres 2021 aufgenommen. Das National Board of Review nahm den Film in die Top Ten Filme des Jahres 2021 auf.
Der Filmdienst gab dem Film 5 von 5 Sternen: „Mit unzähligen Richtungswechseln entwirft der Film nicht nur ein meisterlich inszeniertes kinetisches Abbild einer Liebesbeziehung, sondern findet zugleich einen ganz eigenen Zugang zu 1970er-Jahre-Nostalgie und einer vergangenen Hollywood-Ära.“ Stefan Rosch vom Redaktionsnetzwerk Deutschland schreibt: „Es handelt sich um einen der schönsten Liebesfilme des Kinojahres 2022.“ Mark Esper von der Bild lobt vor allem die Schauspieler: „In einem Film, in dem es zu viele fantastische Szenen gibt, um sie aufzuzählen. Die Newcomer Hoffman und Haim sorgen neben Bradley Cooper (47), John C. Reilly (56) und Sean Penn (61) dafür, dass man sich in die 1970er-Jahre verliebt.“ Wolfgang M. Schmitt würdigt die multidimensionale zwischenmenschliche Beziehung der Hauptcharaktere.
Der Film wurde mit dem Film Boogie Nights von Paul Thomas Anderson verglichen. Licorice Pizza soll aber lustiger und entspannter sein. Außerdem wurde hervorgehoben, dass es Anderson schaffe, Romantik zu erzeugen, auch wenn die Beziehung nicht wirklich romantisch sei. Er suche, was zwei Menschen verbindet, die vom Schicksal verätzt seien. Weiter wurden die Filmtechniken von Anderson gelobt.
Die Redaktion der Filmzeitschrift Cahiers du cinéma wählte das Werk auf Platz zwei der besten Filme des Jahres 2022, hinter dem französischen Film Pacifiction. Ihre Kollegen vom deutschen Filmdienst wählten Andersons Regiearbeit zum besten Film des Jahres.

### Auszeichnungen
Oscarverleihung 2022
- Nominierung als Bester Film
- Nominierung als Beste Regie
- Nominierung als Bestes Originaldrehbuch

Golden Globe Awards 2022
- Nominierung als Bester Film
- Nominierung als Bester Hauptdarsteller (Cooper Hoffman)
- Nominierung als Beste Hauptdarstellerin (Alana Haim)
- Nominierung für das Beste Drehbuch (Paul Thomas Anderson)

Critics’ Choice Movie Awards 2022
- Nominierung als Bester Film
- Nominierung für die Beste Regie (Paul Thomas Anderson)
- Nominierung als Beste Hauptdarstellerin (Alana Haim)
- Nominierung für das Beste Originaldrehbuch (Paul Thomas Anderson)
- Nominierung als Bestes Schauspielensemble
- Nominierung als Beste/r Jungdarsteller/in (Cooper Hoffman)
- Nominierung für den Besten Schnitt (Andy Jurgensen)
- Auszeichnung als Beste Komödie